# Alticola tuvinicus
Alticola tuvinicus är en däggdjursart som beskrevs av Sergej Ognew 1950. Alticola tuvinicus ingår i släktet asiatiska bergssorkar och familjen råttdjur. IUCN kategoriserar arten globalt som livskraftig. Inga underarter finns listade.
Alticola tuvinicus når en kroppslängd (huvud och bål) av 9,9 till 12,5 cm, en svanslängd av 3,6 till 4,9 cm och en vikt av 27,5 till 54,5 g. På ovansidan har den långa och mjuka pälsen en grå till gråbrun färg och på undersidan förekommer krämfärgad päls med inslag av ljusbrun. Vid svansen är undersidan ljusare än ovansidan och den är väl täckt med hår. Dessutom finns en tofs vid svansens slut.
Denna bergssork förekommer i Altaj och angränsande bergstrakter i Ryssland och angränsande områden av Mongoliet. En isolerad population finns väster om Bajkalsjön. Habitatet utgörs av alpina stäpper eller ängar. Arten äter främst växternas gröna delar och samlar förråd.
Förrådet göms under stenar och i bergssprickor så att det inte blir våt. Från och med maj har honor två kullar under den varma årstiden. En kull utgörs allmänt av fyra eller fem ungar.